# Sparassodonta
Gli sparassodonti (Sparassodonta) sono un ordine estinto di mammiferi marsupiali carnivori originari del Sudamerica. Molti di questi predatori marsupiali assomigliavano moltissimo ai predatori placentali che si evolsero separatamente su altri continenti, e sono citati frequentemente come un esempio di evoluzione convergente.

## Classificazione
Gli sparassodonti vennero descritti per la prima volta da Florentino Ameghino, che ne scoprì alcuni fossili sui terreni di Santa Cruz, in Patagonia. Ameghino li considerò animali affini ai marsupiali; in seguito, a causa delle loro caratteristiche dentature, altri scienziati li ritennero appartenenti al gruppo dei placentati carnivori, strettamente imparentati con il sottordine dei creodonti. Fu solo dopo ulteriori studi che gli sparassodonti furono riconosciuti come un gruppo molto specializzato di marsupiali predatori, che occuparono la nicchia ecologica dei placentati carnivori in Sudamerica sviluppando dentature incredibilmente simili a quelle delle loro controparti settentrionali. Alcuni paleontologi ritengono che gli sparassodonti possano rappresentare un gruppo di mammiferi solo imparentati con i marsupiali, ritornando quindi all'ipotesi originaria di Ameghino.

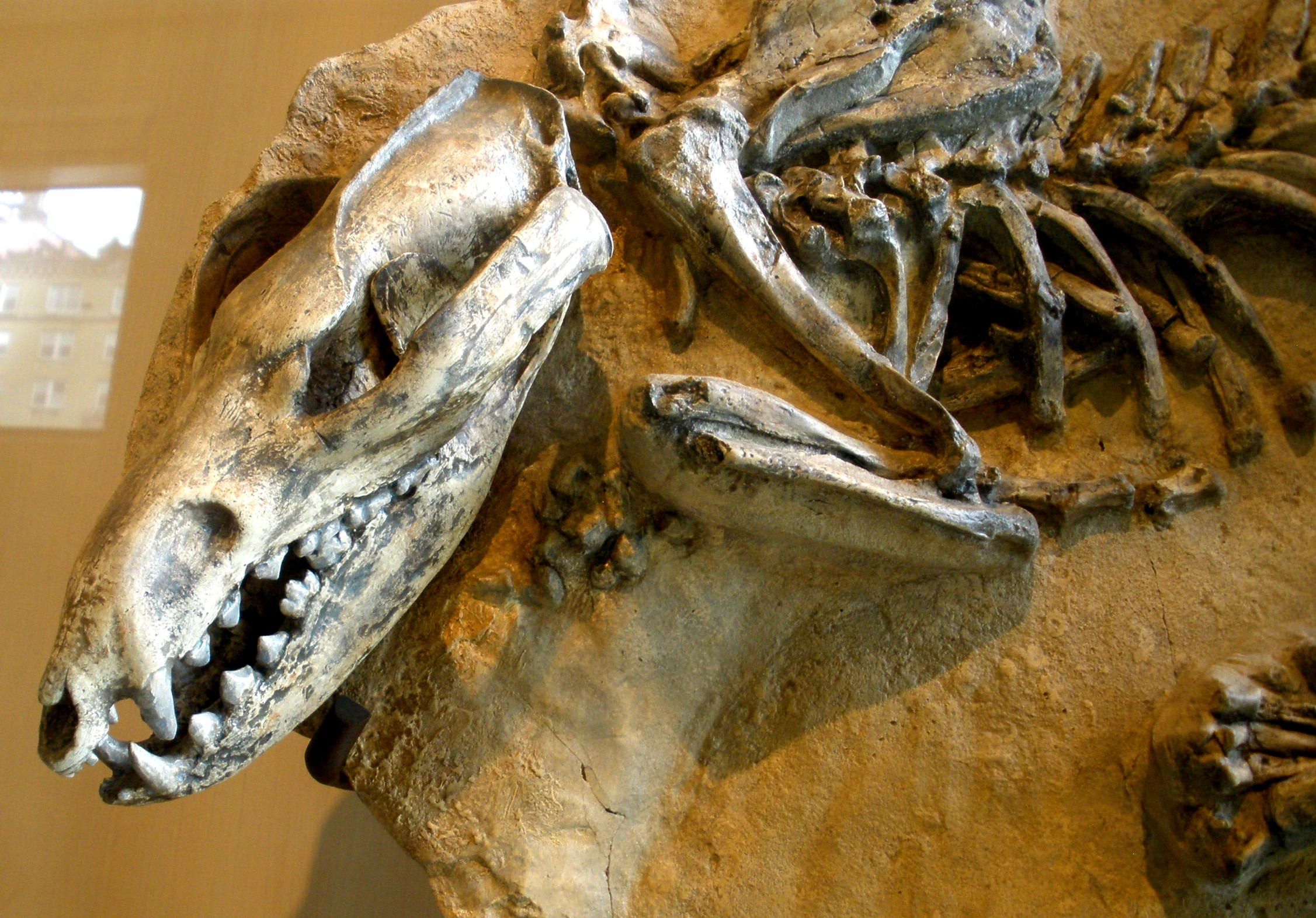
Parte di scheletro di Lycopsis longirostris, simile a un canide

## Storia evolutiva
Le origini del gruppo possono essere fatte risalire al Paleocene inferiore, appena dopo la scomparsa dei dinosauri, circa 63 milioni di anni fa. In terreni della Bolivia databili a questo periodo sono stati rinvenuti i fossili di Mayulestes e Allqokirus, due animali le cui caratteristiche richiamano quelle degli sparassodonti. Milioni di anni dopo, gli sparassodonti si diversificarono notevolmente, dando origine ad animali simili a iene (Borhyaena e Australohyaena), orsi (Arminiheringia e Paraborhyaena), martore (Callistoe), lontre (Cladosictis), lupi (Lycopsis e Prothylacynus) e tigri dai denti a sciabola (Thylacosmilus). Tutte queste forme conobbero un rapido declino quando i cambiamenti climatici ridussero le foreste e fecero spazio a vaste praterie: gli sparassodonti, dalle zampe corte e abituati a cacciare tendendo agguati, non riuscirono ad evolversi abbastanza in fretta per sopravvivere in ambienti aperti. È convinzione comune che le ultime forme, come Thylacosmilus del Pliocene, abbiano ricevuto il colpo di grazia quando il Sudamerica si riunì al Nordamerica attraverso l'istmo di Panama, permettendo l'invasione dei predatori più evoluti, quali le vere tigri dai denti a sciabola e i canidi. Tuttavia nuove ricerche dimostrerebbero che il Thylacosmilus si sia estinto prima dell'arrivo dei machairodonti.